# Zanetta Farussi
Zanetta Farussi eller Maria Giovanna Farussi, född den 27 augusti 1707 i Venedig, död den 29 november 1776 i Dresden, var en italiensk skådespelare, operasångare och kompositör. Hon var mor till Giacomo Casanova. 
Hon var dotter till en skomakare och gifte sig den 27 februari 1724 med skådespelaren Gaetano Casanova mot sina föräldrars vilja, som var rädda för att hon skulle dela makens yrke, något hon också gjorde. Hon fick sex barn, varav ett var den berömda Casanova; ett rykte utpekade författaren Michele Grimani som hans far. Efter sin debut på Teatro San Samuele i Venedig, som ägdes av den adliga familjen Grimani, uppträdde hon 1726-1728 på Kings Theatre i London, där hon gjorde stor succé. Georg II av Storbritannien ryktas ha varit far till sonen Franscisco, född 1727; det är okänt om det är sant, men sådana rykten användes också som reklam av skådespelare under denna tid.  
Vid återkomsten till Venedig engagerades hon vid Teatro San Samuele. Carlo Goldoni skrev komedin La pupilla för henne. 
År 1735 var hon anställd vid italienska hovteatern i Sankt Petersburg i Ryssland, och 1737 kontrakterades hon i den italienska hovteatern vid det sachsisk-polska hovet i Dresden inför en sachsisk prinsessas bröllop 1738, dit hon åtföljdes av två av sina barn, Maria Magdalena och Giovanni. Den 6 november 1748 lät hon också uppföra sin egen komposition i Warszawa. Under sjuårskriget 1756 stängdes den italienska teatern och hon flyttade undan kriget till Prag med en pension på 400 pund. Hon återvände efter kriget till Dresden, där dottern Magdalena var gift med hovorganisten Peter August och sonen Giovanni undervisade måleri vid akademien.